# I Just Called to Say I Love You
"I Just Called to Say I Love You" is een nummer geschreven, geproduceerd en uitgevoerd door de Amerikaanse muzikant  Stevie Wonder voor de soundtrack van de film The Woman in Red uit 1984, opgenomen in de studio van de Duitse producer Frank Farian. Farian adviseerde Stevie om het nummer uit te brengen als single. Het nummer gaat simpelweg over iemand die iemand opbelt om te vertellen dat hij van haar houdt, wat zelfs de meest onbelangrijke dag uit ieders leven speciaal maakt. Het is een van Wonders simplistische en sentimentele nummers. Om die reden werd het afgemaakt door de critici na de uitgave. Desondanks was het publiek wel enthousiast over de simpelheid van het nummer, wat het een van Wonders succesvolste singles tot op heden maakte. Op de B-kant van de single staat een instrumentale versie.

## Achtergrond
De plaat werd een wereldwijde hit en kwam in vele landen op nummer 1, waaronder in Wonders' thuisland de Verenigde Staten, Canada, Zuid-Afrika, Zimbabwe  Australië, Nieuw-Zeeland, Duitsland, Oostenrijk, Zwitserland, Frankrijk, Spanje, Griekenland, Portugal, Zweden, Uruguay, Israël, Ierland en het Verenigd Koninkrijk.
In Nederland was de plaat op donderdag 9 augustus 1984 TROS Paradeplaat op de befaamde TROS donderdag op Hilversum 3 en werd mede hierdoor een gigantische hit in de destijds drie landelijke hitlijsten op de nationale publieke popzender. De plaat bereikte de nummer 1-positie in zowel de TROS Top 50, de Nederlandse Top 40 en de Nationale Hitparade. Ook in de Europese hitlijst op Hilversum 3, de TROS Europarade, werd de nummer 1-positie behaald.
In België bereikte de plaat eveneens de nummer 1-positie in zowel de voorloper van de Vlaamse Ultratop 50 als de Vlaamse Radio 2 Top 30. In Wallonië werd géén notering behaald.
Ook won de plaat in 1984 een Golden Globe en een Academy Award voor Beste Originele Nummer. Deze Academy Award droeg Wonder op aan Nelson Mandela, waarna de Suid-Afrikaanse Uitsaaikorporasie de plaat van de Zuid-Afrikaanse radio verbande. Het werd echter nog wel gedraaid op onafhankelijke radiostations en was ook te horen op vluchten van de Suid-Afrikaanse Lugdiens.
Lloyd Chiate beweerde dat Wonder het liedje van hem gestolen zou hebben. Hij schreef in de herfst van 1976 het liedje "Hello, It's Me/I Just Called To Say" met een jeugdvriend en schrijfpartner van Wonder, Lee Garrett. In een rechtszaak hierover bepleitte een musicoloog dat de twee liedjes inderdaad op elkaar leken, maar zijn/haar onderzoek werd niet gesteund door een objectieve analyse. Wonder werd uiteindelijk in het gelijk gesteld, waarbij ook in overweging werd genomen dat hij (het refrein van) "I Just Called to Say I Love You" schreef op 16 juli 1976, terwijl Chiate zijn liedje pas in september dat jaar had geschreven.
In de sinds december 1999 jaarlijks uitgezonden NPO Radio 2 Top 2000 van de Nederlandse publieke radiozender NPO Radio 2 stond de plaat van 1999 t/m 2012 in de lijst der lijsten genoteerd, met als hoogste notering een 366e positie in 1999.

## Structuur
Het nummer bestaat uit twee coupletten en een refrein, beide coupletten bestaan eigenlijk uit twee delen. Elk half couplet en het refrein bestaan uit zestien maten. De ik-persoon van het nummer belt iemand op en noemt in het couplet allerlei gelegenheden waarom hij dat had kunnen doen, maar de reden waarom hij het echt doet, wordt pas duidelijk in het refrein: gewoon om te vertellen dat hij van haar houdt.

## Trivia
- Het nummer wordt gezongen in The Cosby Show, tijdens de aflevering "A Touch of Wonder", waarin Stevie Wonder zichzelf speelt. In de aflevering krijgen Denise en Theo een auto-ongeluk met Stevie. Hij nodigt ze daarop uit om een opnamesessie bij te wonen.
- Het nummer is vaak gecoverd door andere artiesten, en ook in het Frans opgenomen door Dalida, met als titel: Pour te dire je t'aime comme avant.

## Tracklijst

### 7" vinylsingle Motown
1. "I Just Called To Say I Love You" (4:16)
2. "I Just Called To Say I Love You (Instrumentaal)" (4:16)

### 12" Maxi vinylsingle Motown
1. "I Just Called To Say I Love You" (Extended versie) (6:44)
2. "I Just Called To Say I Love You (Instrumentaal)" (6:45)

## Hitnoteringen

### Nederlandse Top 40
| "I Just Called to Say I Love You" in de Nederlandse Top 40 - binnen 25-08-1984 | "I Just Called to Say I Love You" in de Nederlandse Top 40 - binnen 25-08-1984 | "I Just Called to Say I Love You" in de Nederlandse Top 40 - binnen 25-08-1984 | "I Just Called to Say I Love You" in de Nederlandse Top 40 - binnen 25-08-1984 | "I Just Called to Say I Love You" in de Nederlandse Top 40 - binnen 25-08-1984 | "I Just Called to Say I Love You" in de Nederlandse Top 40 - binnen 25-08-1984 | "I Just Called to Say I Love You" in de Nederlandse Top 40 - binnen 25-08-1984 | "I Just Called to Say I Love You" in de Nederlandse Top 40 - binnen 25-08-1984 | "I Just Called to Say I Love You" in de Nederlandse Top 40 - binnen 25-08-1984 | "I Just Called to Say I Love You" in de Nederlandse Top 40 - binnen 25-08-1984 | "I Just Called to Say I Love You" in de Nederlandse Top 40 - binnen 25-08-1984 | "I Just Called to Say I Love You" in de Nederlandse Top 40 - binnen 25-08-1984 | "I Just Called to Say I Love You" in de Nederlandse Top 40 - binnen 25-08-1984 | "I Just Called to Say I Love You" in de Nederlandse Top 40 - binnen 25-08-1984 | "I Just Called to Say I Love You" in de Nederlandse Top 40 - binnen 25-08-1984 | "I Just Called to Say I Love You" in de Nederlandse Top 40 - binnen 25-08-1984 | "I Just Called to Say I Love You" in de Nederlandse Top 40 - binnen 25-08-1984 | "I Just Called to Say I Love You" in de Nederlandse Top 40 - binnen 25-08-1984 | "I Just Called to Say I Love You" in de Nederlandse Top 40 - binnen 25-08-1984 |
| Week                                                                           | 1                                                                              | 2                                                                              | 3                                                                              | 4                                                                              | 5                                                                              | 6                                                                              | 7                                                                              | 8                                                                              | 9                                                                              | 10                                                                             | 11                                                                             | 12                                                                             | 13                                                                             | 14                                                                             | 15                                                                             | 16                                                                             | 17                                                                             |                                                                                |
| ------------------------------------------------------------------------------ | ------------------------------------------------------------------------------ | ------------------------------------------------------------------------------ | ------------------------------------------------------------------------------ | ------------------------------------------------------------------------------ | ------------------------------------------------------------------------------ | ------------------------------------------------------------------------------ | ------------------------------------------------------------------------------ | ------------------------------------------------------------------------------ | ------------------------------------------------------------------------------ | ------------------------------------------------------------------------------ | ------------------------------------------------------------------------------ | ------------------------------------------------------------------------------ | ------------------------------------------------------------------------------ | ------------------------------------------------------------------------------ | ------------------------------------------------------------------------------ | ------------------------------------------------------------------------------ | ------------------------------------------------------------------------------ | ------------------------------------------------------------------------------ |
| Nummer                                                                         | 30                                                                             | 15                                                                             | 7                                                                              | 3                                                                              | 2                                                                              | 2                                                                              | 2                                                                              | 1                                                                              | 1                                                                              | 1                                                                              | 2                                                                              | 3                                                                              | 5                                                                              | 8                                                                              | 13                                                                             | 22                                                                             | 31                                                                             | uit                                                                            |

### Nationale Hitparade
| "I Just Called to Say I Love You" in de Nationale Hitparade - binnen: 01-09-1984 | "I Just Called to Say I Love You" in de Nationale Hitparade - binnen: 01-09-1984 | "I Just Called to Say I Love You" in de Nationale Hitparade - binnen: 01-09-1984 | "I Just Called to Say I Love You" in de Nationale Hitparade - binnen: 01-09-1984 | "I Just Called to Say I Love You" in de Nationale Hitparade - binnen: 01-09-1984 | "I Just Called to Say I Love You" in de Nationale Hitparade - binnen: 01-09-1984 | "I Just Called to Say I Love You" in de Nationale Hitparade - binnen: 01-09-1984 | "I Just Called to Say I Love You" in de Nationale Hitparade - binnen: 01-09-1984 | "I Just Called to Say I Love You" in de Nationale Hitparade - binnen: 01-09-1984 | "I Just Called to Say I Love You" in de Nationale Hitparade - binnen: 01-09-1984 | "I Just Called to Say I Love You" in de Nationale Hitparade - binnen: 01-09-1984 | "I Just Called to Say I Love You" in de Nationale Hitparade - binnen: 01-09-1984 | "I Just Called to Say I Love You" in de Nationale Hitparade - binnen: 01-09-1984 | "I Just Called to Say I Love You" in de Nationale Hitparade - binnen: 01-09-1984 | "I Just Called to Say I Love You" in de Nationale Hitparade - binnen: 01-09-1984 | "I Just Called to Say I Love You" in de Nationale Hitparade - binnen: 01-09-1984 | "I Just Called to Say I Love You" in de Nationale Hitparade - binnen: 01-09-1984 | "I Just Called to Say I Love You" in de Nationale Hitparade - binnen: 01-09-1984 | "I Just Called to Say I Love You" in de Nationale Hitparade - binnen: 01-09-1984 | "I Just Called to Say I Love You" in de Nationale Hitparade - binnen: 01-09-1984 |
| Week                                                                             | 1                                                                                | 2                                                                                | 3                                                                                | 4                                                                                | 5                                                                                | 6                                                                                | 7                                                                                | 8                                                                                | 9                                                                                | 10                                                                               | 11                                                                               | 12                                                                               | 13                                                                               | 14                                                                               | 15                                                                               | 16                                                                               | 17                                                                               | 18                                                                               |                                                                                  |
| -------------------------------------------------------------------------------- | -------------------------------------------------------------------------------- | -------------------------------------------------------------------------------- | -------------------------------------------------------------------------------- | -------------------------------------------------------------------------------- | -------------------------------------------------------------------------------- | -------------------------------------------------------------------------------- | -------------------------------------------------------------------------------- | -------------------------------------------------------------------------------- | -------------------------------------------------------------------------------- | -------------------------------------------------------------------------------- | -------------------------------------------------------------------------------- | -------------------------------------------------------------------------------- | -------------------------------------------------------------------------------- | -------------------------------------------------------------------------------- | -------------------------------------------------------------------------------- | -------------------------------------------------------------------------------- | -------------------------------------------------------------------------------- | -------------------------------------------------------------------------------- | -------------------------------------------------------------------------------- |
| Nummer                                                                           | 3                                                                                | 4                                                                                | 3                                                                                | 3                                                                                | 2                                                                                | 2                                                                                | 2                                                                                | 1                                                                                | 2                                                                                | 2                                                                                | 3                                                                                | 6                                                                                | 8                                                                                | 10                                                                               | 19                                                                               | 21                                                                               | 33                                                                               | 41                                                                               | uit                                                                              |

### TROS Top 50
TROS Paradeplaat Hilversum 3 op donderdag 09-08-1984.
Hitnotering: 23-08-1984 t/m 13-12-1984. Hoogste notering: #1 (3 weken).

### TROS Europarade
Hitnotering: 02-09-1984 t/m 18-03-1985. Hoogste notering: #1 (12 weken).

### NPO Radio 2 Top 2000
| Nummer met noteringen in de NPO Radio 2 Top 2000 | '99 | '00 | '01 | '02  | '03  | '04  | '05  | '06  | '07  | '08  | '09  | '10  | '11  | '12  |
| ------------------------------------------------ | --- | --- | --- | ---- | ---- | ---- | ---- | ---- | ---- | ---- | ---- | ---- | ---- | ---- |
| I Just Called to Say I Love You                  | 366 | 654 | 871 | 1071 | 1420 | 1055 | 1104 | 1127 | 1245 | 1141 | 1579 | 1504 | 1525 | 1998 |

1. ↑  Een vetgedrukt getal geeft de hoogste notering aan.
2. ↑  Deze tabel is bijgewerkt tot en met de laatste editie (2024).